# Волгоград I
Волгогра́д I — железнодорожная станция Волгоградского региона Приволжской железной дороги, центральный вокзал города Волгограда. Расположен на территории Центрального района по адресу: Привокзальная площадь, дом 1. Обслуживает поезда дальнего следования и пригородные поезда.
Станция является узлом пяти направлений: на Краснодар, Ростов-на-Дону, Москву, Саратов и Астрахань.

## История

### До Великой Отечественной войны

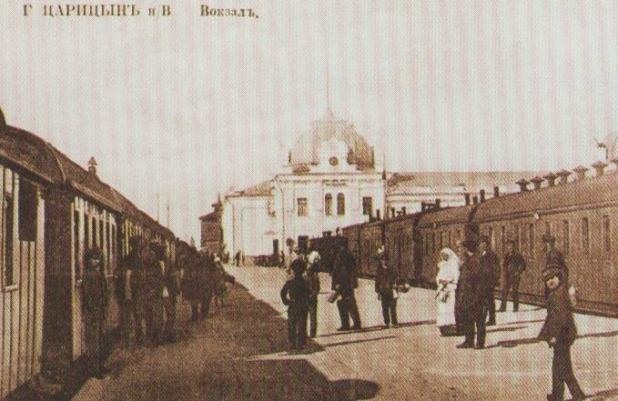
Перрон на станции Царицын

Первой железной дорогой в Царицыне стала Волго-Донская железная дорога, построенная в 1862 году. В это же время был построен первый деревянный вокзал.
В 1868 —1870 годах начала работать Грязе-Царицынская железная дорога. В связи с этим, в 1871 году на месте современного железнодорожного вокзала Волгоград-I было построено первое кирпичное здание вокзала. К югу от него с 1875 года располагались территориальные линии жандармского правления Козлово-Владикавказской, а с 1897 года Владикавказской железных дорог.
В 1931 году здание было существенно расширено: достроен второй этаж и большое правое крыло.

### Великая Отечественная война

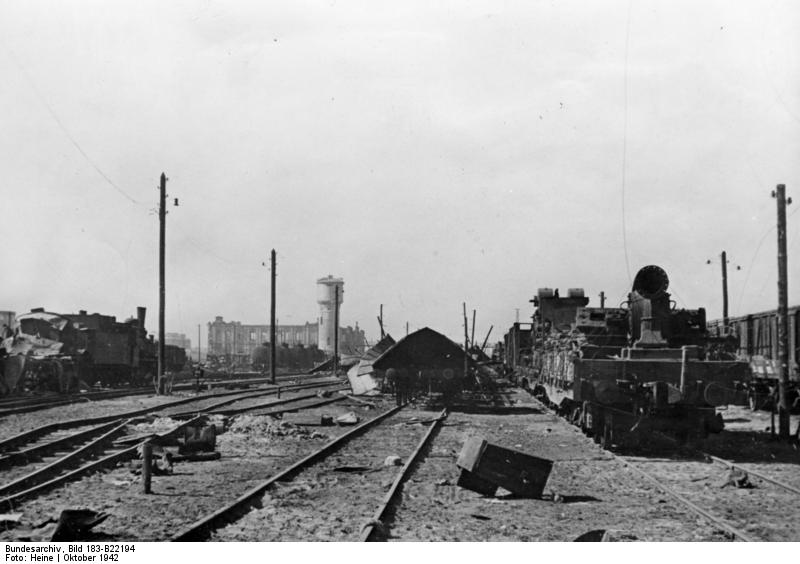
Здание станции на заднем плане, октябрь 1942

Во время Сталинградской битвы в результате бомбардировки и последующих боёв здание было частично разрушено. Сразу после капитуляции немецких войск началось восстановление здания и повреждённого железнодорожного полотна. Уже 14 марта 1943 года в город прибыл первый поезд из Москвы. 31 марта заработало Саратовское направление. К июлю 1943 года вокзал заработал на полную довоенную мощность. На период восстановления вокзала рядом было построено временное деревянное здание. После окончания войны было принято решение не восстанавливать старое здание вокзала, а построить новое.

### Современное здание

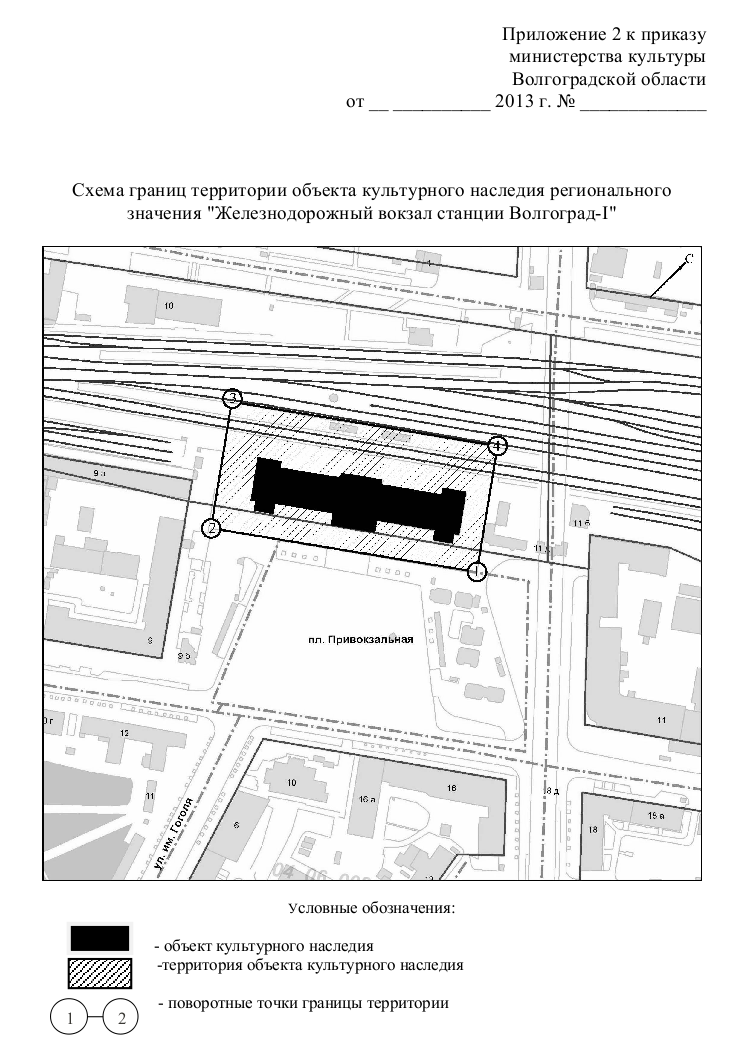
Схема границ памятника архитектуры и градостроительства

Проект вокзала составлен Волгоградским филиалом Дорпроекта Приволжской железной дороги в 1950 —1953 годах. Авторы проекта: архитектор Александр Куровский и Самуил Брискин, инженер-конструктор Александра Кадильникова. Строительство осуществлялось Главжелдорстроем Министерства путей сообщения СССР.
В период с июля 1951 по май 1954 годов новое здание вокзала было возведено на месте старого, разобранного в конце 1940-х годов, используя его фундаменты и подвалы. В постоянную эксплуатацию вокзал сдан 2 июня 1954 года.
Вокзал представляет собой трёхэтажное здание с цокольным этажом, венчаемое башней со шпилем.
Здание построено из кирпича с железобетонными перекрытиями. Фасады облицованы гранитом и инкерманским камнем, частично оштукатурены. Стены в интерьере преимущественно облицованы мрамором. В целом, решение здания типично для архитектуры эпохи Сталина.
К главному входу в вокзал со стороны города ведёт широкая гранитная лестница. По обе стороны от неё на отполированном сером граните установлены два многофигурных барельефа высотой в пять метров каждый. Слева от входа — сражения гражданской войны за красный Царицын; справа — защитники Сталинграда в решительном наступательном порыве. У их ног лежит поверженное фашистское знамя. Выше, над центральным входом, размещены барельефы ордена Красного Знамени и медали «За оборону Сталинграда». Сверху, в арке над входом, установлена символическая скульптурная композиция «Апофеоз труда»: Родина-мать венчает лавровым венком победителей.
Внутри здание вокзала разбито на 2 больших зала: зал ожидания и кассовый зал, находящиеся в правом и левом крыле вокзала. Потолки в них отделаны лепными карнизами, кессонами, розетками; на потолках — художественная роспись. Тема полотна правого зала: боевой подвиг защитников города в годы Гражданской и Великой Отечественной войн. Тематика левого: трудовой подвиг Сталинградцев в годы послевоенного строительства, на постройке Волго-Донского канала и Волжской ГЭС. Росписи выполнены художниками Я. Скрипковым, В. Крыловым, Д. Мерпертом. Скульптурные группы и барельефы в комплексе вокзала выполнены скульпторами М. Д. Павловским, Н. А. Павловской и В. Н. Безруковым.
По словам О. Н. Кириченко, директора народного музея волгоградских железнодорожников, на одной из живописных фресок, описывающих события Гражданской войны, в массовке изображены реальные люди: главный архитектор вокзала и начальник пассажирских перевозок той поры. Боевое Красное знамя Царицыну изначально передавал лично Сталин, после 1961 года изображение «подправили», переделав Сталина в колхозника, одетого в шинель.
В 1997 году здание железнодорожного вокзала признано памятником архитектуры. В 2005 году к 60-летию Победы здание вокзала было капитально отремонтировано. После капитальной чистки вокзал снова стал белоснежным. Есть надежда, что таким он останется довольно долго, так как на Приволжской железной дороге всё больше используются локомотивы на электрической тяге. Также в ходе ремонта была смонтирована оригинальная подсветка здания, выполненная в трёх световых температурах: подсветка внешних архитектурных элементов выполнена холодным белым светом, внутренних элементов — тёплым жёлтым. Внутри залы железнодорожного вокзала освещаются люминесцентными светильниками, имеющими снаружи ярко выраженный зелёный оттенок.
После взрыва террориста-смертника 29 декабря 2013 г., в результате которого погибло 17 человек, здание было закрыто.
Взрывной волной были выбиты входные двери, повреждены окна, башенные часы, электрика, информационное табло, люстра и купол центрального вестибюля вокзала, нарушено остекление здания, разрушена и повреждена лепнина на всех этажах вокзала. Из-за разрушений и повреждений была прекращена работа центрального вестибюля вокзала, залов ожидания и повышенной комфортности.
В ходе восстановительных работ полностью заменена система отопления, установлены новые оконные блоки, произведены остекление и ремонт циферблатов башенных часов. Восстановлены также декоративные элементы залов и отреставрированы барельефы на фасаде здания. Восстановлены элементы люстры. Люстра, состоящая из трёх окружностей в форме чаши, теперь имеет 82 энергосберегающие светодиодные лампы.
Были полностью воссозданы лепные карнизы, заменена мраморная отделка центрального вестибюля. Под куполом холла вокзала загорелась звезда. Входные двери восстановлены по чертежам 1954 года. В зале ожидания полностью заменён пол, первозданный орнамент сохранён. Два многофигурных барельефа высотой 5 метров каждый, расположенные на центральной части фасада, преобразились и засверкали по-новому.

## Культура
- Водонапорная башня вокзала изображена на панораме «Разгром немецко-фашистских войск под Сталинградом». Башня пережила Сталинградскую битву и была снесена после войны.
- Миссия по обороне вокзала присутствует в советской кампании игры Call of Duty 2 и Red Orchestra 2: Heroes of Stalingrad, а также в игре «Сталинград».
- Здание вокзала и прилегающая к нему территория станции воссозданы в кампании «Битва за Сталинград» многопользовательской игры Enlisted.

## Сообщение по станции
По состоянию на январь 2025 года по станции курсируют следующие поезда пригородного сообщения:
| Пригородное | Пригородное                         | Пригородное | Пригородное                        |
| № поезда    | Маршрут движения                    | № поезда    | Маршрут движения                   |
| ----------- | ----------------------------------- | ----------- | ---------------------------------- |
| 6202/6201   | Тракторная — Канальная              | —           | —                                  |
| —           | —                                   | 6204        | Канальная — Волгоград              |
| 6207        | Волгоград — Канальная               | 6208        | Канальная — Волгоград              |
| 6211        | Волгоград — Котельниково            | 6212        | Котельниково — Волгоград           |
| 6302/6301   | Тракторная — Южная                  | 6302/6301   | Шпалопропитка — Тракторная         |
| 6305        | Волгоград — Шпалопропитка           | —           | —                                  |
| 6310/6309   | Тракторная — Южная                  | 6310/6309   | Южная — Тракторная                 |
| 6312/6311   | Тракторная — Шпалопропитка          | 6312/6311   | Шпалопропитка — Тракторная         |
| —           | —                                   | 6326/6325   | Шпалопропитка — Тракторная         |
| —           | —                                   | 6418/6417   | Шпалопропитка — Тракторная         |
| 6313        | Волгоград — Южная                   | 6304        | Южная — Волгоград                  |
| —           | —                                   | 6316/6315   | Южная — Тракторная                 |
| —           | —                                   | 6318        | Южная — Волгоград                  |
| 6318/6317   | Волгоград — Шпалопропитка           | 6314/6313   | Шпалопропитка — Волгоград          |
| 6319        | Волгоград — Шпалопропитка           | —           | —                                  |
| 6321        | Волгоград — Шпалопропитка           | —           | —                                  |
| 6421/6422   | Волгоград — Волжский                | 6423/6424   | Волжский — Волгоград               |
| 6433/6434   | Волгоград — Волжский                | 6435/6436   | Волжский — Волгоград               |
| 6491        | Волгоград — Арчеда                  | 6492        | Арчеда — Волгоград                 |
| 6601        | Волгоград — Донская                 | 6602        | Донская — Волгоград                |
| 6613        | Волгоград — Чернышков               | 6614        | Чернышков — Волгоград              |
| 6615        | Волгоград — Суровикино              | 6616        | Суровикино — Волгоград             |
| 6621        | Волгоград — Суровикино              | 6622        | Суровикино — Волгоград             |
| 6671        | Волгоград — Ложки                   | 6672        | Ложки — Волгоград                  |
| 6675        | Волгоград — Кривомузгинская         | 6676        | Кривомузгинская — Волгоград        |
| 6704/6703   | Аэропорт Волгоград' — Шпалопропитка | —           | —                                  |
| -           | -                                   | 6708/6707   | Шпалопропитка — Аэропорт Волгоград |
| -           | -                                   | 6712/6711   | Шпалопропитка — Аэропорт Волгоград |
| -           | -                                   | 6720/6719   | Шпалопропитка — Аэропорт Волгоград |
| -           | -                                   | 6722/6721   | Шпалопропитка — Аэропорт Волгоград |
| 6724/6723   | Аэропорт Волгоград — Шпалопропитка  | —           | —                                  |
| -           | -                                   | 6726/6725   | Шпалопропитка — Аэропорт Волгоград |
| -           | -                                   | 6728/6727   | Шпалопропитка — Аэропорт Волгоград |
| 6730/6729   | Аэропорт Волгоград — Шпалопропитка  | —           | —                                  |
| 6736/6735   | Аэропорт Волгоград — Шпалопропитка  | —           | —                                  |
| -           | -                                   | 6742/6741   | Шпалопропитка — Аэропорт Волгоград |
| 6744/6743   | Аэропорт Волгоград — Шпалопропитка  | —           | —                                  |
| 6746/6745   | Аэропорт Волгоград — Шпалопропитка  | —           | —                                  |
| 6805        | Волгоград — Урюпино                 | 6810        | Урюпино — Волгоград                |
| 6807        | Волгоград — Петров Вал              | 6808        | Петров Вал — Волгоград             |
| 6811        | Волгоград — Петров Вал              | 6814        | Петров Вал — Волгоград             |
| 7601        | Волгоград — Пост 15 км              | 7602        | Пост 15 км — Волгоград             |
| 7603        | Волгоград — Пост 15 км              | 7604        | Пост 15 км — Волгоград             |
| —           | —                                   | 7608        | Южная — Волгоград                  |

### Дальнее
По графику 2024/2027 годов по станции курсируют следующие поезда дальнего следования:
| Круглогодичное обращение поездов | Круглогодичное обращение поездов | Круглогодичное обращение поездов | Круглогодичное обращение поездов |
| № поезда                         | Маршрут движения                 | № поезда                         | Маршрут движения                 |
| -------------------------------- | -------------------------------- | -------------------------------- | -------------------------------- |
| 1 «Волгоград»                    | Волгоград — Москва               | 2 «Волгоград»                    | Москва — Волгоград               |
| 14/13                            | Адлер — Саратов                  | 14/13                            | Саратов — Адлер                  |
| 15                               | Волгоград — Москва               | 16                               | Москва — Волгоград               |
| 41 «Дневной Экспресс»            | Волгоград — Астрахань            | 42 «Дневной Экспресс»            | Астрахань — Волгоград            |
| 60/59                            | Кисловодск — Новокузнецк         | 60/59                            | Новокузнецк — Кисловодск         |
| 89                               | Волгоград — Санкт-Петербург      | 90                               | Санкт-Петербург — Волгоград      |
| 98/97                            | Кисловодск — Тында               | 98/97                            | Тында — Кисловодск               |
| 107                              | Волгоград — Нижневартовск        | 108                              | Нижневартовск — Волгоград        |
| 120/119                          | Кисловодск — Тюмень              | 120/119                          | Тюмень — Кисловодск              |
| 123                              | Волгоград — Ташкент              | 124                              | Ташкент — Волгоград              |
| 128/127                          | Адлер — Красноярск               | 128/127                          | Красноярск — Адлер               |
| 142/141                          | Симферополь — Пермь              | 142/141                          | Пермь — Симферополь              |
| 301                              | Волгоград — Грозный              | 302                              | Грозный — Волгоград              |
| 320                              | Куляб — Волгоград                | 319                              | Волгоград — Куляб                |
| 330                              | Душанбе — Волгоград              | 329                              | Волгоград — Душанбе              |
| 340/339                          | Новороссийск — Нижний Новгород   | 340/339                          | Нижний Новгород — Новороссийск   |
| 346/345                          | Адлер — Нижневартовск            | 346/345                          | Нижневартовск — Адлер            |
| 354/353                          | Адлер — Пермь                    | 354/353                          | Пермь — Адлер                    |
| 360                              | Худжанд — Волгоград              | 359                              | Волгоград — Худжанд              |
| 366/365                          | Кисловодск — Пермь               | 366/365                          | Пермь — Кисловодск               |
| 368/367                          | Кисловодск — Киров               | 368/367                          | Киров — Кисловодск               |
| 396/395 «Таврия»                 | Волгоград — Симферополь          | 396/395 «Таврия»                 | Симферополь — Волгоград          |

| Сезонное обращение поездов | Сезонное обращение поездов                  | Сезонное обращение поездов | Сезонное обращение поездов                  |
| № поезда                   | Маршрут движения                            | № поезда                   | Маршрут движения                            |
| -------------------------- | ------------------------------------------- | -------------------------- | ------------------------------------------- |
| 202/201                    | Анапа — Красноярск                          | 202/201                    | Красноярск — Анапа                          |
| 206/205                    | Анапа — Иркутск                             | 206/205                    | Иркутск — Анапа                             |
| 212/211                    | Анапа — Красноярск                          | 212/211                    | Красноярск — Анапа                          |
| 214/213                    | Ростов-на-Дону — Саратов                    | 214/213                    | Саратов — Ростов-на-Дону                    |
| 230/229                    | Анапа — Северобайкальск                     | 230/229                    | Северобайкальск — Анапа                     |
| 236/235                    | Анапа — Тында                               | 236/235                    | Тында — Анапа                               |
| 242/241                    | Адлер — Иркутск                             | 242/241                    | Иркутск — Адлер                             |
| 244/243                    | Анапа — Новокузнецк                         | 244/243                    | Новокузнецк — Анапа                         |
| 250/249                    | Имеретинский курорт — Новокузнецк           | 250/249                    | Новокузнецк — Имеретинский курорт           |
| 252/251                    | Адлер — Барнаул                             | 252/251                    | Барнаул — Адлер                             |
| 270/269                    | Адлер — Чита                                | 270/269                    | Чита — Адлер                                |
| 274/273                    | Адлер — Северобайкальск                     | 274/273                    | Северобайкальск — Адлер                     |
| 452/451                    | Адлер — Ижевск                              | 452/451                    | Ижевск — Адлер                              |
| 454/453                    | Новороссийск — Уфа                          | 454/453                    | Уфа — Новороссийск                          |
| 456/455                    | Новороссийск — Челябинск                    | 456/455                    | Челябинск — Новороссийск                    |
| 458/457                    | Анапа — Челябинск                           | 458/457                    | Челябинск — Анапа                           |
| 462/461                    | Адлер — Уфа                                 | 462/461                    | Уфа — Адлер                                 |
| 464/463                    | Адлер — Челябинск                           | 464/463                    | Челябинск — Адлер                           |
| 466/465                    | Имеретинский курорт — Волгоград — Астрахань | 466/465                    | Астрахань — Волгоград — Имеретинский курорт |
| 464/463                    | Адлер — Челябинск                           | 464/463                    | Челябинск — Адлер                           |
| 470/469                    | Новороссийск — Саратов                      | 470/469                    | Саратов — Новороссийск                      |
| 476/475                    | Адлер — Москва                              | 476/475                    | Москва — Адлер                              |
| 478/477                    | Адлер — Челябинск                           | 478/477                    | Челябинск — Адлер                           |
| 492/491                    | Адлер — Казань                              | 492/491                    | Казань — Адлер                              |
| 494/493                    | Анапа — Ульяновск                           | 494/493                    | Ульяновск — Анапа                           |
| 498/497                    | Адлер — Ижевск                              | 498/497                    | Ижевск — Адлер                              |
| 500/499                    | Анапа — Новый Уренгой                       | 500/499                    | Новый Уренгой — Анапа                       |
| 504/503                    | Анапа — Уфа                                 | 504/503                    | Уфа — Анапа                                 |
| 506/505                    | Имеретинский курорт — Саратов               | 506/505                    | Саратов — Имеретинский курорт               |
| 510/509                    | Новороссийск — Казань                       | 510/509                    | Казань — Новороссийск                       |
| 516/515                    | Анапа — Ижевск                              | 516/515                    | Ижевск — Анапа                              |
| 520/519                    | Анапа — Орск                                | 520/519                    | Орск — Анапа                                |
| 522/521                    | Новороссийск — Приобье                      | 522/521                    | Приобье — Новороссийск                      |
| 526/525                    | Анапа — Саратов                             | 526/525                    | Саратов — Анапа                             |
| 532/531                    | Адлер — Киров                               | 532/531                    | Киров — Адлер                               |
| 538/537                    | Адлер — Уфа                                 | 538/537                    | Уфа — Адлер                                 |
| 546/545                    | Имеретинский курорт — Орск                  | 546/545                    | Орск — Имеретинский курорт                  |
| 588/587                    | Анапа — Самара                              | 588/587                    | Самара — Анапа                              |
| 590/589                    | Адлер — Новый Уренгой                       | 590/589                    | Новый Уренгой — Адлер                       |

## Теракт

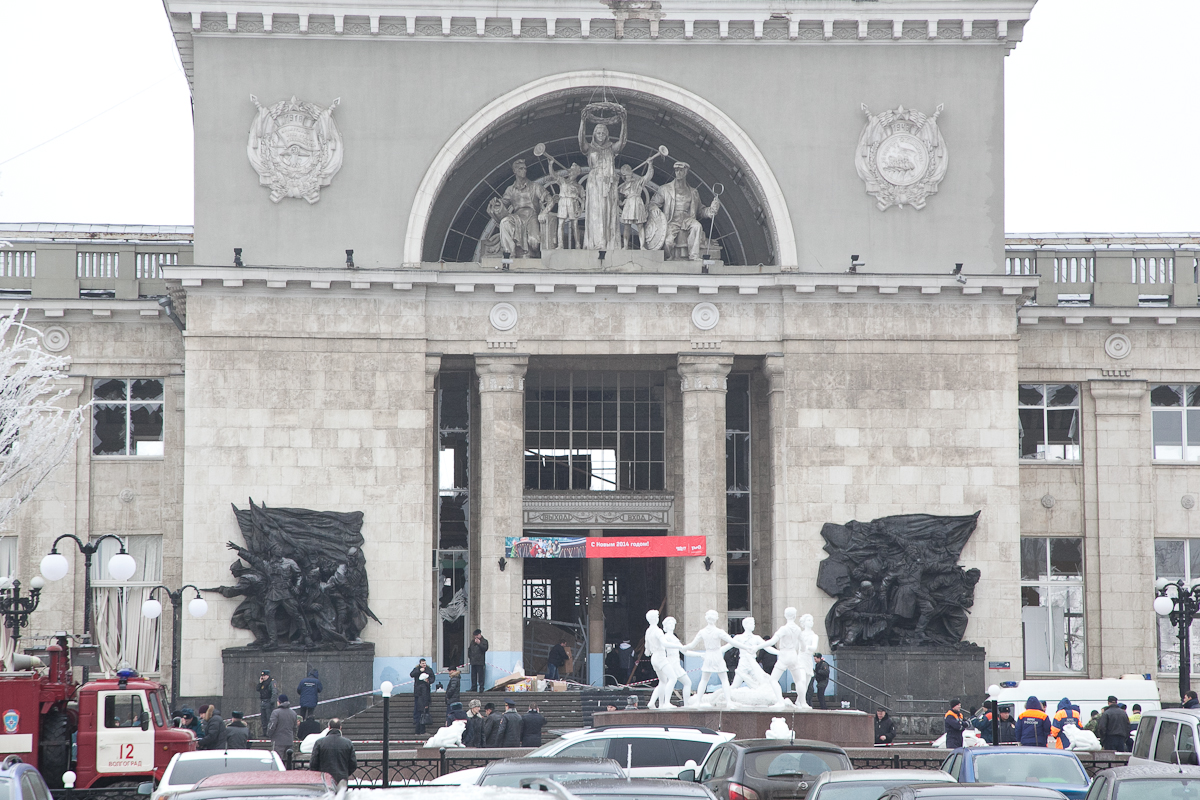
Здание вокзала после взрыва 29 декабря 2013 года

29 декабря 2013 года, в 12 часов 38 минут, на железнодорожном вокзале произошёл террористический акт. По данным НАК, террорист-смертник совершил подрыв при входе в здание. Ударной волной были выбиты стёкла здания и повреждены конструкции вокзала. Погибло 17 человек, в том числе двое, которые скончались в больницах. Более 40 человек получили ранения различной степени тяжести и были госпитализированы в волгоградские больницы.

## Реконструкция

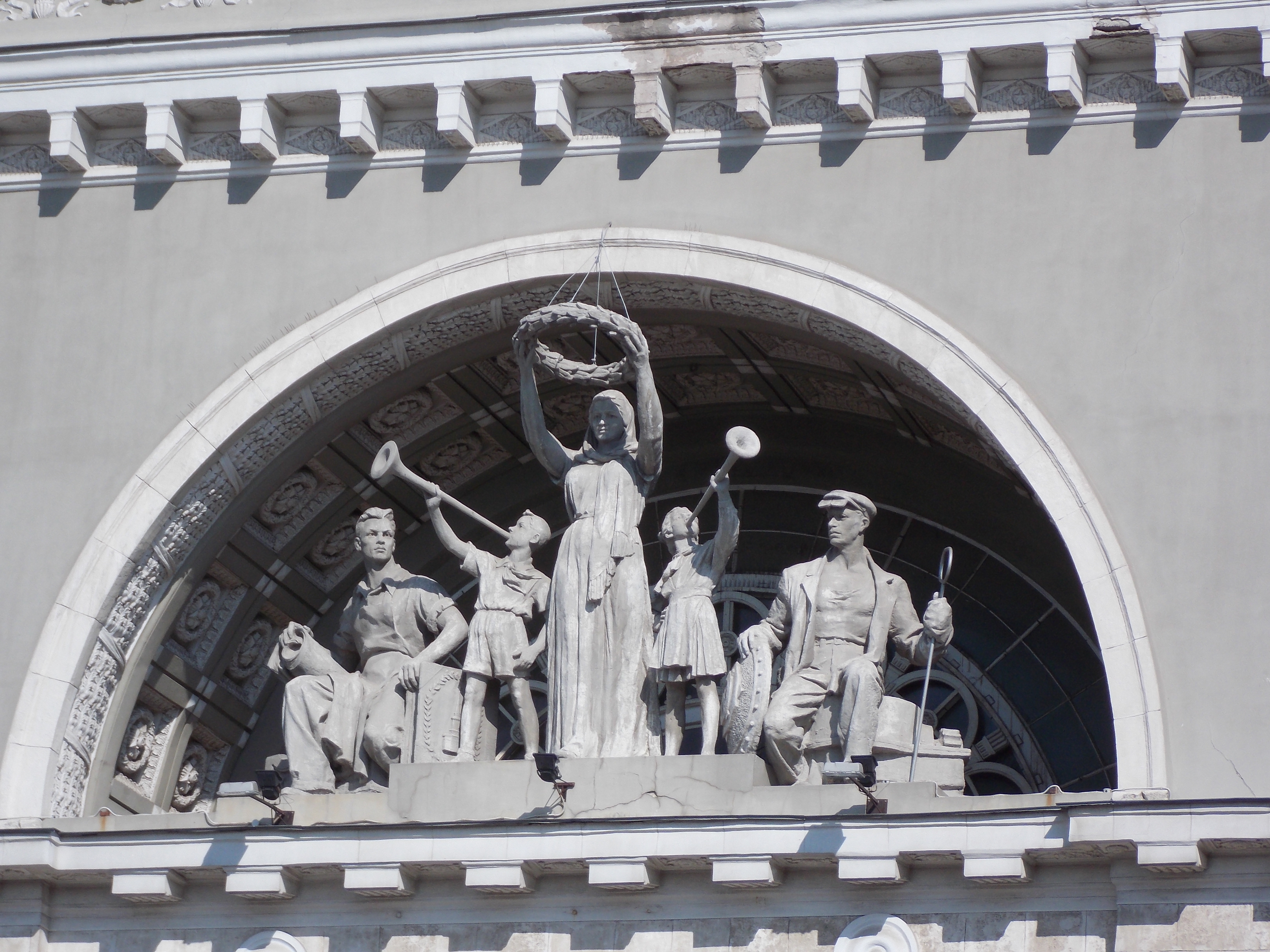
Скульптурная группа «Апофеоз труда» до реконструкции

Сразу после теракта 29 декабря 2013 года, на вокзале Волгоград-1 начались восстановительные работы.
«РЖД рассчитывают полностью отремонтировать и восстановить вокзал в Волгограде, где в воскресенье был совершён теракт, до майских праздников», — сообщил агентству «Прайм» начальник дирекции железнодорожных вокзалов Сергей Абрамов.
«В течение новогодних праздников проектный институт, который проектировал, строил и осуществлял надзор за этим зданием, делает экспертизу основного конструктива и в течение недели даст нам заключение. Все зависит от экспертизы, но в любом случае вокзал за очень короткий период времени постараемся, до майских праздников, сдать в эксплуатацию», — сообщил Абрамов в понедельник.
Поскольку остановить работу вокзала было невозможно, посадку и высадку пассажиров поездов дальнего следования перенесли на пригородный вокзал. 30 декабря, для пассажиров дальнего сообщения был открыт доступ на платформы через цокольный этаж вокзала Волгограда. Кассы по продаже билетов работали в здании пригородного вокзала.
В преддверии Дня Победы, 7 мая 2014 года, состоялось открытие восстановленного здания вокзала Волгоград-1. Реконструкции подверглись центральный вестибюль, зал ожидания и зал повышенной комфортности. Над входом было установлено новое информационное табло, обновлена мебель в зале ожидания.
Проведён большой объём строительно-монтажных работ: усилены фермы, установлены оконные блоки, воссозданы лепные карнизы, кессоны, розетки, заменена мраморная отделка колонн и облицовка стен, в залах ожидания уложен пол из керамогранита с сохранением исторического орнамента. Очищены от копоти и окрашены стены фасада из инкерманского камня, заменён стеклянный циферблат и механизм центральных часов. Главный инженер Приволжской региональной дирекции железнодорожных вокзалов Алексей Белоногов рассказал, что специалисты восстанавливали исторический облик вокзала 1954 года по старым фотографиям.
Отдельного внимания заслуживает реставрация скульптурной группы «Апофеоз труда», для чего бетонную конструкцию демонтировали в 2014 году. На место скульптура вернулась только в 2018 году. Оказалось, что это новодел, выполненный из меди. Новый вид памятника получил как положительные, так и отрицательные оценки специалистов.
Меры безопасности на вокзале Волгоград-1 решено усилить:
«По периметру привокзальной площади мы планируем установить дополнительные досмотровые пункты, которые обеспечат меры безопасности для пассажиров», — сообщил начальник Дирекции железнодорожных вокзалов Сергей Абрамов.